# Bas Banning en de zweefmannen
Bas Banning en de zweefmannen (1960) is deel elf in de Bas Banning-serie, een reeks jeugdboeken van A. van Aardenburg (pseudoniem van Herman Pijfers). Het avontuur speelt zich af op de Veluwe, gedurende de zomervakantie, en kent drie verhaallijnen: naast het mysterie van de zwevende mannen uit de titel, is er het verhaal van een grote bosbrand op de Veluwe en het verslag van de vakantie zelf inclusief alles wat er op het terrein aan activiteiten wordt georganiseerd.

## Vormgeving
J. Giling tekende voor de eerste uitgave van Uitgeverij De Fontein het stofomslag, het bandontwerp met het Bas Banning-logo en de zes illustraties (te vinden op pagina 2, 30, 56, 70, 88, 114). Het boek telt 157 bladzijden.

## Personages
- Bas Banning
- Rob Banning, diens oudere broer
- Vader, moeder en zus Paula Banning
- Meneer Van Veen, beheerder van kampterrein De Wildeberg
- De familie Bender, man, vrouw en hun drie jonge kinderen
- Frans Hofstad, bewoner van huisje De Havik
- B. Galema, 52-jarige roker en huurder van huisje De Koekoek
- Ton en Frits, twee klierende jongens
- Karel Meier, studievriend van Rob

## Inhoud
Hoofdstuk 1. De familie Banning gaat met zijn vijven - pa, ma, Bas, diens oudere broer Rob en zijn zus Paula - op vakantie. Meneer Hogema uit Bas Banning en de rode hand (deel tien uit de reeks) heeft van 4 tot 18 juli op kampterrein De Wildeberg nog een zomerhuisje leegstaan, De Zwaluw, vlak bij een zandverstuiving. Ook is een natuurzwembad aanwezig. De eerste avond ziet Bas een spookachtige verschijning bij de zandverstuiving aan de bosrand: een geluidloos zwevende man.

Hoofdstuk 2. Het is twee dagen later, maandag. Rob studeert aan de Technische Hogeschool te Delft en zal, zo redeneert Bas, wellicht een verklaring weten voor het verschijnsel. Rob gelooft er echter niks van. Bas gaat naar de zandverstuiving om sporen te vinden. Intussen maken de andere Bannings kennis met hun pas aangekomen buren van het naastgelegen huisje De Merel, de familie Bender, bestaande uit een man van 35, diens vrouw en hun drie jonge kinderen, een meisje van zes, een jongen van drie en de anderhalf jaar oude Janhein. Moeder Banning biedt aan dat haar kinderen wel op die van de buren zullen passen als die een avondje met zijn tweeën weg willen. Meneer Bender is een rustige man aan wie niets lijkt te ontgaan, een eigenschap waar Bas wat zenuwachtig van wordt. Tijdens zijn oppasdienst betrapt Bas een indringer, die op de vlucht slaat. Om de Benders niet te verontrusten verzwijgt hij het incident.

Hoofdstuk 3. De volgende ochtend meldt meneer Van Veen, de beheerder van het terrein, dat in drie bungalows is ingebroken zonder dat iets vermist wordt. Het betreft De Wielewaal, De Kievit en De Zilvermeeuw, alle drie gelegen aan de rand van de zandverstuiving, net als dat van de Benders en de Bannings. Een zesde huisje is nog De Havik, bewoond door meneer Hofstad. Meneer Van Veen roept de assistentie van Rob en Bas in bij het organiseren van een spel voor de jongens van 12 tot 15 jaar, zodat de ouders dan de handen vrij hebben om er zelf op uit te trekken. Rob heeft hier weinig animo voor, maar Bas heeft een plan. Onder het mom van een jacht op een begraven schat laat hij zo twintig jongens de huisjes bewaken. Inderdaad nadert die avond iemand De Havik, maar dat blijkt niemand anders dan Rob te zijn. Toch moet er iemand binnen zijn geweest, want meneer Hofstad merkt dat zijn fototoestel van plaats is veranderd. De begraven schat, een sigarenkistje vol kiezelstenen, wordt gevonden door een jongen uit de groep die onder leiding van Rob staat.

Hoofdstuk 4. Vrijdagochtend halen de vakantiegangers hun post af bij het hoofdgebouw en daar blijkt dat diverse fotofilmpjes mislukt zijn. Bas vermoedt dat het onzichtbaar maken van foto's de reden voor de inbraken is geweest. 's Avonds gaat hij weer naar de zandafgraving, gaat op een lichtje af en merkt zo een tent en caravan op, dus kennelijk is daar een camping. Dan zweven twee kisten langs, waarvan eentje Bas tegen het hoofd raakt waardoor hij het bewustzijn verliest. Wanneer hij bijkomt, markeert hij met twee stokken de plek waar hij geraakt werd en gaat dan terug naar De Zwaluw. Onderweg komt hij meneer Bender tegen, die Bas' wantrouwen opwekt omdat Bender met zijn vrouw zou zijn uitgegaan en geenszins verbaasd lijkt Bas hier aan te treffen.

Hoofdstuk 5. Zaterdag zit het verblijf van de familie Banning er alweer voor de helft op. Nog een volle week te gaan. De familie gaat een autotocht maken, maar is voor vertrek nog getuige van een onverkwikkelijk incident. Een nieuw aangekomen gast, die De Koekoek geboekt heeft, weigert zich te houden aan het rookverbod dat vanwege de aanhoudende droge hitte is ingesteld om bosbranden te voorkomen. Hierop sommeert beheerder Van Veen hem om het huisje te ontruimen en te vertrekken. Wanneer de Banningen op een terras zitten, zie ze rook in de richting van De Wildeberg. Bosbrand! Even later komen brandweerwagens, legerauto's, een bulldozer en zelfs een helikopter. De mannelijke gezinsleden gaan helpen de brand te bestrijden terwijl de dames een veilig heenkomen zoeken in het dorp. Bas helpt mee een afweergordel graven die het vuur moet beletten over te slaan. Niet alleen dreigt deze opzet te mislukken, ook blijft een schuimblusauto in een kuil steken waarna de inzittenden door het vuur ingesloten raken. Drie in vuurwerende kledij gestoken soldaten weten hen uit hun hachelijke situatie te bevrijden. Met man en macht weet men vier door het vuur bedreigde woonhuizen te redden, maar wel ten koste van uitbreiding van de brand elders. Maar dan is de aanvoer van militairen en brandweerlieden voldoende om de burgervrijwilligers naar huis te kunnen sturen.

Hoofdstuk 6. De drie mannen van Banning frissen zich op bij een waterpomp en trekken dan naar het café om moeder en Paula op te halen en terug naar De Wildeberg te gaan. Onderweg ziet Bas een man die zich bij het naderen van de auto in het bos terugtrekt: een verdachte handelwijze. Bas herkent hem als de man die het rookverbod negeerde. 's Avonds ziet de familie vanuit hun ligstoelen nog altijd de gloed van de bosbrand. Bas en Rob gaan nog even zwemmen, waarbij Bas een aangelegde waterval opmerkt. Rob reageert kribbig wanneer Bas begint over de verschijning van de man die het rookverbod overtrad.

Hoofdstuk 7. Pas in de loop van de zondag wordt de brand geblust. Maandagochtend gaat Bas kijken op de plaats waar hij zo onzacht met de zweefkist in aanraking was gekomen en ontdekt in de buurt een soort hol. Bas trekt een denkbeeldige rechte lijn vanaf het hol over de met takken gemarkeerde plek waar de kist hem raakte naar de overkant van de zandafgraving. Deze komt uit bij de caravan. Verdekt opgesteld, observeert Bas de caravan, waaruit stemmen klinken. Wanneer iemand de caravan verlaat, herkent Bas deze als... zijn eigen broer Rob. Teruggekeerd bij De Zwaluw verneemt Bas van Paula dat beide broers deelnemen aan de voor die middag georganiseerde zwemwedstrijd. Beide broers komen in de kwartfinale tegen elkaar uit, waarbij Rob nipt wint. Tijdens het uitrusten bemerkt Bas dat 'de roker' rondsluipt. Bas brengt de beheerder op  de hoogte, die er op fgaat, waarna de man in zijn gele DKW vertrekt.

Hoofdstuk 8. Dezelfde avond wordt een spel voor de grote jongens gehouden. Onder de nieuw aangekomen gasten bevinden zich twee vervelende knapen van nog geen zestien, Frits en Ton, die kennelijk alleen aan het buitenspel meedoen om te klieren. Het spel betreft een overval op een koets, waarbij de groep verdeeld is in passagiers en overvallers, en de groep overvallers weer in een groep opjagers en een groep die in hinderlaag ligt. Deze laatste groep van zeven jongens, onder wie Frits, staat onder leiding van Bas, terwijl die van Rob de ruiters opspoort. Bas klimt in een boom als uitkijkpost en bemerkt op drie verschillende plaatsen rook van bosbranden. Vanwege het gevaar voor insluiting door het vuur blaast Bas onmiddellijk de alarmfluit om het spel te staken. Hij stuurt de jongens naar het verzamelpunt en blijft zelf op de groepen van Rob en meneer Van Veen wachten. Een half uur later is het donker en zijn de branden uitgebreid. Op het verzamelpunt blijken de klierende jongens Ton en Frits afwezig. Een jongen met een bril, die door het tweetal zo getreiterd blijkt te worden dat zijn vakantie verpest is, heeft hen horen zeggen dat ze van plan waren om langs de brand naar het hoofdgebouw te gaan. Dit met de opzet de leiding ongerust te maken met hun afwezigheid. Bas en rob gaan ze zoeken en komen Frits tegen, die vertelt dat Ton dicht bij de brand door de rook ineen is gezakt. Rob en Bas gaan erop af maar kunnen alleen vaststellen dat het vuur de Zandweg is overgestoken. Vanuit een boom ziet Bas een open plek, waar Ton in elk geval veilig zou kunnen vertoeven. Ze besluiten terug te gaan om de brandweer te halen; Rob rent alvast vooruit, Bas en Frits volgen, waarbij Frits onderweg probeert alle schuld voor hun roekeloze gedrag op Ton te schuiven. Intussen sombert Bas over Tons kansen; alleen een helikopter zou nog redding kunnen bieden. Maar vlak voordat ze bij het hoofdgebouw arriveren, ziet Bas twee zweefmannen. Bij het hoofdgebouw aangekomen, blijkt Rob onvindbaar. Ook in De Zwaluw is hij niet maar als Bas weer teruggaat naar het hoofdgebouw treft hij daar tot zijn verrassing de bewusteloze Ton aan, die - eenmaal bijgekomen - niet kan zeggen hoe hij daar is gekomen, alleen dat hij door een klap werd geveld toen hij een wind hoorde opsteken. Alleen Bas vermoedt wat er zich heeft voorgedaan. Dan is Rob er weer, die zijn afwezigheid verklaart door de behoefte sigaretten te kopen. Bas gelooft daar niets van, want zo'n fervent roker is Rob niet.

Hoofdstuk 9. Dinsdag leest Bas in de ochtendkrant dat de aanstichter van de bosbranden, de 52-jarige B.G., op mysterieuze wijze in handen van de politie is gekomen, na een anoniem telefoontje dat de pyromaan inclusief brandspullen in een van buitenaf afgesloten telefooncel vast zat. De pyromaan verklaart te zijn overvallen door een man die uit de lucht viel en in de cel te zijn bijgekomen. Beheerder Van Veen heeft vernomen dat de pyromaan, die Galema heet, wraak had willen nemen voor het wegsturen door paniek te zaaien en ook in het vakantiecomplex zelf brand had willen stichten. Ook was hij al eerder voor brandstichting veroordeeld, dus een onverbeterlijke pyromaan, waarmee meteen de reden voor het negeren van het rookverbod duidelijk is. Als Bas terug naar De Zwaluw wandelt, ziet hij iets voor zich uit Rob tussen twee mannen worden weggevoerd. Behoedzaam loopt Bas erachteraan, maar het stel verdwijnt in een Volkswagen. Rob heeft wat laten vallen dat lijkt op een onderdeel van een radiotoestel. Bas neemt het mee en gaat zwemmen, waarbij hij het ding uit voorgevoel verbergt in een holte achter de waterval. Ineens wordt hij aangesproken door een man in wie hij een van Robs ontvoerders herkent. Deze zegt dat Rob in hun macht is en sommeert Bas het onderdeel te zoeken dat Rob heeft laten vallen, en het om tien uur die avond moet afgeven. Hierop eist Bas dat de ontvoerders Rob dan meenemen, want hij wil van Rob zelf toestemming om het ding af te geven.

Hoofdstuk 10. Om twee uur loopt Bas naar de caravan, maar die blijkt verdwenen. Van andere kampeerders verneemt Bas dat die in de nacht is vertrokken. Bas wil zijn familieleden niet verontrusten, maar uit behoefte aan een medestander heroverweegt hij zijn indruk van meneer Bender en wendt zich tot hem. Bender stelt Bas vragen of het een politieverhoor betreft en zegt dan zijn assistentie toe. Bij de ontmoetingsplek wordt Bas door de ontvoerders gefouilleerd, maar aangezien hij het apparaatje niet bij zich heeft, rest de ontvoerders niets anders dan Rob te halen, die Bas opgewekt meedeelt dat hij het apparaat kan overhandigen. Zodra Bas het apparaat in handen heeft, begint hij te zweven. Rob springt hem onmiddellijk om de hals en samen ontsnappen ze over de bomen aan de ontvoerders. Daar staan Bender een twee helpers, waaronder Karel Meier, eigenaar van de caravan en Delftse studievriend van Rob, te wachten om de boeven in te rekenen.

Hoofdstuk 11. Om elf uur begint Rob alles uit te leggen. Studievriend Meier heeft een vinding op het gebied van telekinese gedaan, welke in het buitenland is uitgelekt. Geheimhouding is geboden en proeven worden gecombineerd met de vakantie. De eerste proef werd gefilmd en toen de uitvinders die film bekeken, zagen ze dat tegelijk vanuit de huisjes de zonsondergang werd gefotografeerd, zodat de zwevende Rob wel op iemands foto's te zien moest zijn. Daarom vervingen Rob en Meier de filmpjes in de bungalows door overbelichte. In verband met deze diefstallen nam beheerder Van Veen een inspecteur van politie in de arm, meneer Bender. Die komt Rob al snel op het spoor en wordt daarop in vertrouwen genomen, mede omdat Rob en meier hebben gemerkt dat er kapers op de kust zijn, zodat de inspecteur eigenlijk als geroepen komt. Meiers proeven moeten dus zijn uitgelekt. Rob zag zich genoodzaakt de vinding in te zetten om Ton te redden, maar het gevangen zetten van Galema in de telefooncel was een staaltje van inspecteur Bender. Het apparaat dat Bas moest afgeven was alleen het ontvangertje, de zender stond in de caravan. Meteen nadat Bas Bender in vertrouwen nam en van de ontvoering vertelde, is die Meier gaan opsporen om met de zender terug te keren. Na het verhaal gaat iedereen naar bed en de rest van hun verblijf is het echt vakantie.

## Structuur
Zoals de meeste jongensboeken wordt de derde persoon gebruikt en blijft de verteller steeds de jeugdige held volgen. Opmerkelijk is evenwel dat aan het slot blijkt dat maar liefst twee personages, Rob en meneer Bender, meer wisten over de gebeurtenissen dan de held Bas Banning zelf. De drie verschillende verhaallijnen, namelijk de experimenten met de uitvinding, de aangestoken bosbranden en de klierende jongens, staan niet los van elkaar maar werken op elkaar in zodat het boek een samenhangend geheel vormt.

## Publicatiegeschiedenis
De serie werd in korte tijd zo populair dat na enkele drukken de boeken ook verschenen in omnibussen van drie avonturen per deel. Bas Banning en de zweefmannen werd in de vierde omnibus opgenomen. 

## Bron
A. van Aardenburg, Bas Banning en de zweefmannen, uitgeverij De Fontein Utrecht [1960].
Bas Banning en de zwarte ruiter · Bas Banning en de vliegende cowboys · Bas Banning en de geheimzinnige kabelbaan · Bas Banning en de autosmokkelaars · Bas Banning en het Spaanse galjoen · Bas Banning en de Tour de France · Bas Banning en de DAF-600 · Bas Banning en de geheime raket · Bas Banning en de verdwenen Rembrandt · Bas Banning en de Rode hand · Bas Banning en de zweefmannen · Bas Banning en de schatgravers